# Celos encarnados
Celos encarnados (en hangul, 질투의 화신; en hanja, 嫉妒의 化身; romanización revisada, Jiltueui hwasin) es una serie de televisión surcoreana de comedia romántica emitida por SBS desde el 24 de agosto hasta el 10 de noviembre de 2016, protagonizada por Gong Hyo-jin, Jo Jung-suk y Go Kyung-pyo.

## Argumento
Pyo Nah-ree (Gong Hyo-jin) es la presentadora del pronóstico del tiempo en el canal de televisión SBC. Ella es una optimista mujer llena de inseguridades y temores que lleva tres años enamorada del presentador de las noticias Lee Hwa-shin (Jo Jung-suk). Ellos son compañeros de trabajo, pero no poseen la misma posición social, mientras él es la principal figura del canal con un gran sueldo y una buena educación, Nah-ree es graduada de una universidad de poca reputación y llegó a la televisión con esfuerzo al no tener conexiones ni dinero.
Pese a no existir una gran relación entre ellos, con su personalidad de ganador Hwa-shin comienza a reaccionar cuando Nah-ree le deja de prestar atención y conoce a Go Jung-won (Go Kyung-pyo), un millonario dueño de una editorial y heredero de una corporación de productos de lujo, que está enamorado totalmente de ella. Mientras ella comienza a dejar de lado a Hwa-shin ya que Jung-won es amable y educado, él se propone recuperar su atención y algo más ya que sus celos encarnados no le permiten perder.

## Reparto

### Personajes principales
- Gong Hyo-jin como Pyo Nah-ree
- Jo Jung-suk como Lee Hwa-shin
- Go Kyung.pyo como Go Jung-won
- Lee Mi-sook como Kye Sung-sook
- Park Ji-young como Bang Ja-young
- Lee Sung-jae como Kim Rak
- Seo Ji-hye como Hong Hye-won

### Personajes secundarios
- Moon Ga-young como Lee Ppal-gang.
- Kim Jung-hyun como Pyo Chi-yeol.
- Ahn Woo-yeon como Oh Dae-goo.
- Park Jung-soo como la madre de Hwa-shin.
- Yoon Da-hoon como Lee Jong-shin
- Choi Hwa-jung como Kim Tae-ra.
- Park Sung-hoon como el secretario Cha.
- Kwon Hae-hyo como Oh Jong-hwan.[3]
- Jung Sang-hoon como Choi Dong-ki.
- Yoo Jae-myung como Uhm Ki-dae.
- Park Hwan-hee como Keum Soo-jung.
- Park Eun-ji como Park Jin.
- Seo Yoo-ri como Hong Ji-min.
- Seo Eun-soo como Lee Hon-dan.
- Kim Ye-won como Na Joo-hee.
- Jun Ji-ahn como Lim Soo-mi.
- Yoo Jung-rae como Kan Mi-young.[4]
- Lee Chae-won como Yang Sung-sook.
- Park Seo-young como Jang Hee-soo.
- Lee Myung-haeng como un presentador.
- Lee Do-yeop como un profesor.

### Otros personajes
- Kim Soo-jin como una personal de la sala de redacción.

## Premios y nominaciones
| Año  | Categoría                                         | Premio          | Nominado     | Resultado |
| ---- | ------------------------------------------------- | --------------- | ------------ | --------- |
| 2016 | xcellence Award, Actor in a Romantic-Comedy Drama | SBS Drama Award | Lee Sung-jae | Nominado  |

## Emisión internacional
- Filipinas: GMA Network (2018).
- Hong Kong: J2 (2017).
- Japón: KNTV (2016-2017) y Fuji TV Two (2018).
- Malasia: Sony One TV (2016) y Astro Shuang Xing (2017).
- Taiwán: CTV (2016-2017).